# Távora e Pereiro
Távora e Pereiro (llamada oficialmente União das Freguesias de Távora e Pereiro) es una freguesia portuguesa del municipio de Tabuaço, distrito de Viseu.

## Historia
Fue creada el 28 de enero de 2013 en aplicación de una resolución de la Asamblea de la República de Portugal promulgada el 16 de enero de 2013 con la unión de las freguesias de Pereiro y Távora, pasando su sede a estar situada en la antigua freguesia de Távora.

## Demografía
| Gráfica de evolución demográfica de Távora e Pereiro entre 2011 y 2021 |
|                                                                        |
| Datos según el nomenclátor publicado por el INE portugués.             |